# 第35屆廣播金鐘獎
第35屆廣播金鐘獎是2000年台灣廣播業界的年度盛事之一，表揚2000年度傑出的台灣廣播人。

## 入圍暨得獎名單
下列之標記為該獎項得獎者。

## 外部連結
- 89年廣播金鐘獎得獎名單 （页面存档备份，存于）.文化部影視及流行音樂產業局.2000-08-22